# Echeveria chapalensis
Echeveria chapalensis ist eine Pflanzenart aus der Gattung der Echeverien (Echeveria) in der Familie der Dickblattgewächse (Crassulaceae).

## Beschreibung
Echeveria chapalensis wächst verzweigend mit Trieben die eine Länge von 50 Zentimeter oder mehr und einen Durchmesser von 4 bis 12 Millimeter erreichen. Die einzelnen Blattrosetten werden 7 bis 14 Zentimeter im Durchmesser groß. Die spatelig-rhombischen und kurz zugespitzten Blätter werden bis 5 bis 7,5 Zentimeter lang und 2 bis 2,5 Zentimeter breit. Sie besitzen ein aufgesetztes Spitzchen und die Oberfläche ist fein aufgeraut-papillös. Sie sind grün gefärbt und an den Rändern oft gerötet.
Der ährige Blütenstand wird 20 bis 50 Zentimeter lang und erreicht Durchmesser von 4 bis 7 Millimeter. Der Blütenstiel ist unter 0,5 Millimeter lang. Die aufrechten und angedrückten Kelchblätter werden 8 bis 10 Millimeter lang. Die 5-kantige Blütenkrone wird 13 bis 15 Millimeter lang und hat an der Basis einen Durchmesser von etwa 5 bis 7 Millimeter. Sie ist an der Basis grünlich gefärbt, besitzt rosafarbene Kiele und ist oben rosa gefärbt. Die Chromosomenzahl beträgt 45.

## Verbreitung und Systematik
Echeveria chapalensis ist in Mexiko in den Bundesstaaten Jalisco und Michoacán verbreitet.
Die Erstbeschreibung erfolgte 1989 durch Reid Venable Moran und Charles Harrison Uhl.
Die Art ähnelt sehr Echeveria waltheri, jedoch unterscheiden die Arten sich deutlich anhand der Chromosomenzahl.

## Nachweise